# Radio Impuls (Puławy)
Radio Impuls (pierwotnie: Radio Puławy 24) – puławska stacja radiowa, nadająca głównie muzykę o profilu tanecznym i wiadomości z powiatu puławskiego.

## Historia
W 2019 stacja radiowa rozszerzyła zasięg m.in. o Opole Lubelskie, Ryki, Lublin. W związku z tym, że zasięg radia nie sprowadzał się już do Puław, zmieniono nazwę na bardziej uniwersalne Radio Impuls.
Od 2025 roku właścicielem stacji jest spółka Radio 90 (wchodząca w skład Grupy RMF).